# Chaosium
Chaosium, aujourd'hui Chaosium Inc., est l'une des plus anciennes sociétés américaines d'édition de jeux de rôle. La société a été créée en 1975 par Greg Stafford et est basée à San Francisco ; depuis juillet 2015, elle appartient à l'éditeur Moon Design Productions.
Le premier jeu publié par Chaosium fut le wargame White Bear and Red Moon en 1975, qui devint par la suite Dragon Pass, et contenait déjà des éléments de l'Univers de Glorantha qui sera développé en 1978 par Greg Stafford dans le jeu de rôle RuneQuest.
Les règles de RuneQuest furent transformées en un système de jeu de rôle générique, Basic Role-Playing, qui allait servir de moteur à la plupart des jeux de l'éditeur dont L'Appel de Cthulhu, Stormbringer, Hawkmoon…
Un autre grand succès de l'éditeur et de son créateur, Greg Stafford, est Pendragon, un jeu de rôle dans l'univers des Chevaliers de la Table ronde.

## Historique
Greg Stafford a commencé à travailler sur le monde de Glorantha dès 1966. Après avoir essayé sans succès de faire publier ses produits par diverses maisons d'édition, il fonde son propre éditeur en 1975 sous le nom de The Chaosium. Son premier jeu est White Bear and Red Moon, un jeu de plateau qui prend place sur Glorantha. De 1975 à 1981, The Chaosium publie 11 jeux de plateaux, surtout des wargames. Certains de ces wargames ont des thèmes historiques, et d'autres sont tirés de divers univers d'heroic fantasy, avec par exemple un wargame appelé Elric, basé sur l'œuvre de Michael Moorcock et qui préfigure le jeu de rôle Stormbringer) ; et un jeu de plateau appelé King Arthur's Knights dont le thème sera plus tard repris dans le jeu de rôle Pendragon.
En même temps, Greg Stafford est parmi les premières personnes à acheter Donjons et Dragons, le premier jeu de rôle de l'histoire. Il commence à préparer un jeu de rôle basé sur Glorantha tout en publiant des suppléments pour des jeux de rôle d'autres éditeurs, comme All the Worlds' Monsters, un supplément pour D&D écrit par Steve Perrin et Jeff Pimper en 1977. 
RuneQuest, le jeu de rôle dans l'univers de Glorantha, est publié en 1978, même si The Chaosium continue à publier des suppléments génériques pour d'autres jeux. RuneQuest contenait plusieurs innovations à l'époque, comme le premier système de jeu où les compétences des personnages sont entièrement basées sur des pourcentages et non pas des niveaux de compétence, l'un des plus développés des premiers univers de jeu de rôle (Glorantha), avec une représentation poussée autant de religions fictives et que de leur rôle dans l'univers de fiction. Le succès de RuneQuest a permis la parution d'une seconde édition en 1979, d'une vingtaine de suppléments entre 1978 et 1983, et un éphémère magazine, Wyrm's Footnotes.
En 1980, Chaosium a modifié le système de jeu de RuneQuest pour créer le système de Basic Role-Playing, le premier système de jeu de rôle générique. Puis ce système a été réemployé comme base pour les règles de la plupart des autres jeux de rôle de Chaosium. En réutilisant certains des droits qu'ils avaient achetés pour produire des wargames dans les années 1970, Chaosium a ainsi publié le jeu de rôle Stormbringer en 1981, en se basant sur les romans de Michael Moorcock, puis L'Appel de Cthulhu, basé sur le mythe de Cthulhu d'H. P. Lovecraft. L'Appel de Cthulhu est depuis devenu le plus grand succès de Chaosium, avec une popularité qui, dans les années 1990, le plaçait dans les deux jeux de rôle les plus joués, ex aequo avec Donjons & dragons.
Ce succès a poussé Chaosium à continuer à publier des jeux de rôle et à exploiter des genres inédits. Worlds of Wonder, un jeu où les personnages-joueurs se déplacent dans trois genres différents (Magic World pour l'heroic fantasy ; Superworld pour les super-héros, et Future World pour le space opera) est sorti en 1982. En Suède, Magic World allait évoluer pour devenir Drakar och Demoner, le jeu de rôle suédois le plus populaire, avec 100 000 exemplaires vendus.
Chaosium a arrêté de publier des jeux de plateau entre 1981 et le milieu des années 1980, sous le prétexte qu'à l'époque, ils coûtaient plus cher et prenaient plus de temps à produire que des jeux de rôle, tout en se vendant moins. La société a donc fait un accord avec Avalon Hill, un éditeur plus spécialisé dans les jeux de plateau, et partagé les droits sur le jeu RuneQuest (mais pas sur le monde de Glorantha).
L'année 1985 a vu la création du jeu de rôle Pendragon, basé sur les légendes arthuriennes. Ce jeu contenait plusieurs originalités, comme son système de traits de caractère qui définissait la personnalité de chaque personnage par des caractéristiques chiffrées, ou le fait de pouvoir faire durer une campagne pendant 80 ans, en changeant de personnage au cours de la campagne pour jouer différents membres de la même famille.
Mais les années 1985-1986 ont vu l'éclatement d'une bulle spéculative dans les ventes de bandes dessinées américaines, qui a causé la fermeture de nombreux revendeurs et distributeurs ; or ces distributeurs étaient les mêmes pour les comics et pour les jeux de rôle, et Chaosium a ainsi eu des problèmes pendant toute la seconde moitié des années 1980, avec la fermeture des gammes Superworld, Ringworld et Elfquest, et une diminution de la fréquence des parutions dans d'autres gammes. Seuls deux jeux de rôle sont parus chez Chaosium pendant cette période : Hawkmoon et Prince Valiant. C'est aussi pour cette raison que le jeu de rôle Pendragon a des troisième, quatrième et cinquième éditions, mais pas de seconde édition, celle-ci ayant été prévue au cours de cette période difficile, mais jamais publiée.
Chaosium s'est essayé à l'édition de fictions à partir de 1992, en publiant des romans et nouvelles basés sur les livres dont les jeux de rôle de Chaosium étaient tirés, comme le mythe de Cthulhu de Lovecraft ou les légendes arthuriennes.
En meilleure forme financière, Chaosium a réédité plusieurs de ses jeux de rôle dans les années 1990, avec Elric! qui était une réédition de Stormbringer en 1993. Le jeu de rôle français Nephilim a aussi été adapté en anglais, mais avec moins de succès que l'original.
À l'époque de la mode des jeux de cartes à collectionner en 1996, Chaosium a essayé de suivre le mouvement en publiant Mythos, un jeu de cartes à collectionner tiré de L'Appel de Cthulhu. Mais après un bon départ, le jeu Mythos a subi un échec foudroyant, qui a entraîné son éditeur avec lui. Chaosium a mis fin à toutes ses gammes à l'exception de L'Appel de Cthulhu. Mais plusieurs éditeurs ont chacun de leur côté repris quelques jeux de Chaosium : Green Knight Publishing pour Pendragon, Wizard's Attic pour l'entreposage, le marketing et la vente de jeux, tandis que Greg Stafford lui-même quittait Chaosium pour fonder Issaries, qui devait continuer Glorantha.
Après la division, Chaosium a survécu en se concentrant sur sa gamme L'Appel de Cthulhu, puis en publiant quelques suppléments pour le d20 System, en particulier des suppléments basés sur le jeu Elric!. Une licence a été accordée à Wizards of the Coast pour leur permettre de publier une version d20 de L'Appel de Cthulhu, pendant que Chaosium sortait des suppléments doubles, à la fois pour les versions d20 et Basic Role-Playing de L'Appel de Cthulhu.
Actuellement, Chaosium est entièrement concentrée sur L'Appel de Cthulhu et Basic Role-Playing.
En juin 2015, Chaosium annonce le retour de Greg Stafford, qui devient p.-d.g., et de Sandy Petersen. Cela serait dû à des problèmes relatifs au financement participatif de L'Appel de Cthulhu 7 : la souscription, bouclée en 2013, remporte plus de 750 000 USD, mais certaines contreparties étaient proposée à des tarifs très inférieurs aux coûts de production et d'expédition, ce qui avait déjà été le cas pour la souscription précédente, Terreur sur l'Orient-Express (Horror on the Orient Express). Le 30 juillet, Greg Stafford annonce à la GenCon que l'entreprise est reprise par Moon Design Productions,. En septembre 2015, l'entreprise annonce qu'elle ferme son bureau et son entrepôt historique d'Hayward. En raison de la modernisation des méthodes de travail, les collaborateurs sont situés partout dans le monde, et les coûts liés à ces structures ne se justifient plus selon les dirigeants.
En 2023, Chaosium a de nouveau une gamme de jeu de rôle :
1. RuneQuest : Chaosium est également connu pour son jeu de rôle médiéval-fantastique "RuneQuest". En 2021, ils ont publié "RuneQuest: Roleplaying in Glorantha", qui se déroule dans l'univers de Glorantha, un monde de low fantasy unique et antique.
2. Pendragon : "Pendragon" est un jeu de rôle basé sur les légendes arthuriennes et les récits chevaleresques. En 2021, Chaosium a publié la sixième édition de ce jeu, qui explore la vie des chevaliers et des dames du Royaume de Logres.
3. River of London :  "Rivers of London" est un jeu de rôle d'investigation s'inspirant des  écrits de l'auteur britannique Ben Aaronovitch

## Jeux édités
- White Bear and Red Moon (1975), par Greg Stafford, jeu de guerre dans l'Univers de Glorantha.
- Nomad Gods (1977), par Greg Stafford, jeu de guerre dans l'Univers de Glorantha.
- RuneQuest (1978) par Steve Perrin et Greg Stafford, jeu de rôle dans l'Univers de Glorantha.
- Basic Role-Playing (1980) par Greg Stafford et Lynn Willis, système de jeu de rôle générique.
- L'Appel de Cthulhu (1981) par Sandy Petersen, jeu de rôle d'après l'œuvre de Howard Phillips Lovecraft.
- Stormbringer (1981) par Steve Perrin et Kenneth E. St. Andre, jeu de rôle d'après l'œuvre de Michael Moorcock.
- Thieves World (1981) par Steve Perrin, Greg Stafford, Lynn Willis, Lynn Abbey et col., univers d'heroic fantasy d'après Lynn Abbey.
- Worlds of Wonder (1982) par Steve Perrin, Greg Stafford, Lynn Willis, Gordon Monsson, Steve Henderson, trois univers pour Basic Role-Playing.
- SuperWorld (1983) par Steve Perrin, jeu de rôle mettant en scène des super-héros.
- Ringworld (1984) par Greg Stafford, John Hewitt, Sherman Kahn, Lynn Willis, Sandy Petersen, Rudy Kraft, Charlie Krank, Ed Gore et Jeff Okamoto, jeu de rôle d'après L'Anneau-Monde de Larry Niven.
- Elfquest (1984) par Steve Perrin, Greg Stafford, Sandy Petersen, Kenneth R. Brown et Jeff Okamoto, jeu de rôle d'après la bande dessinée de Wendy et Richard Pini.
- King Arthur Pendragon (Pendragon) (1985) par Greg Stafford, jeu de rôle basé sur la légende arthurienne.
- Hawkmoon (1988) par Kerie L. Campbell-Robson et Sandy Petersen, jeu de rôle d'après l'œuvre de Michael Moorcock.
- Prince Vaillant (1989) par Greg Stafford, William Dunn, Lynn Willis et Charlie Krank, d'après l'œuvre de Michael Moorcock, jeu de rôle d'après la bande dessinée de Harold Foster.
- Elric ! (1993) par Mark Jason Durall, Lynn Willis, R. Watts, M. Morrison, J W Pursell, Sam Shirley, J. Shaw, A. Swekel (sc) et col. Il s'agit d'une refonte complète de Stormbringer.